# Tongeren (stolica tytularna)
Tongeren (łac. Dioecesis Tungrensis) – stolica historycznej diecezji w Belgii erygowanej w 344, a włączonej w 530 w skład diecezji Maastricht.
Współcześnie miasto Tongeren znajduje się w prowincji Limburgia w Belgii. Obecnie katolickie biskupstwo tytularne ustanowione w 1969 przez papieża Pawła VI.

## Biskupi tytularni
| Lp. | Biskup         | Funkcja                          | Od           | Do               |
| --- | -------------- | -------------------------------- | ------------ | ---------------- |
| 1   | Henri Lemaître | nuncjusz apostolski              | 30 maja 1969 | 20 kwietnia 2003 |
| 2   | Pierre Warin   | biskup pomocniczy Namur (Belgia) | 8 lipca 2004 | 5 czerwca 2019   |